# Schloss Le Verger (Seiches-sur-le-Loir)

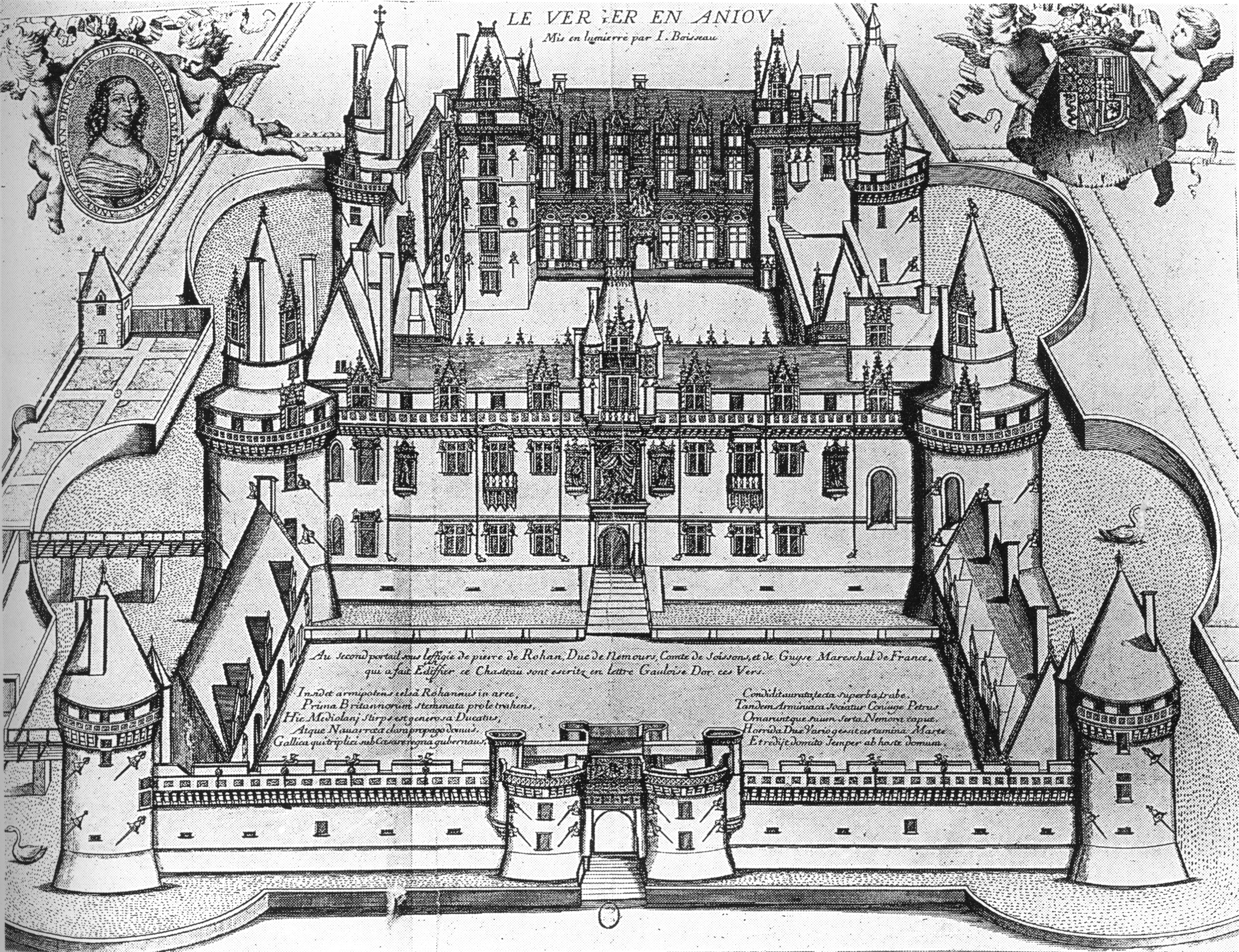
Schloss Le Verger auf einem Stich Jean Boisseaus aus dem 17. Jahrhundert

Das Schloss Le Verger (französisch: Château du Verger) war eine Schlossanlage in Seiches-sur-le-Loir im französischen Département Maine-et-Loire. Von ihr sind heute nur noch einige Reste des Vorhofs erhalten.

## Geschichte
Der französische Marschall Pierre I. de Rohan erwarb das Land 1492 und beauftragte den Bau eines Schlosses nach seiner Rückkehr von einem der französischen Italienfeldzüge vor 1498, als er einer der mächtigsten Männer Frankreichs war. Für weitere Arbeiten holte der Marschall den leitenden Architekten des Schlosses Amboise Colin Biart nach Seiches-sur-le-Loir. Nachdem Rohan 1504 in Ungnade gefallen war, vernachlässigte er seine beiden anderen Schlösser La Motte-Glain und Mortier-Crolles, um Le Verger fertigzustellen und zu verschönern. Er starb dort im Jahr 1513.
Zwischen 1776 und 1783 wurde die Anlage vom Kardinal Louis René Édouard de Rohan-Guéméné, einem Nachkommen des Marschalls, entfestigt und teilweise niedergelegt. Während der Französischen Revolution wurde sie dann verkauft und befindet sich heute in Privatbesitz.

## Beschreibung

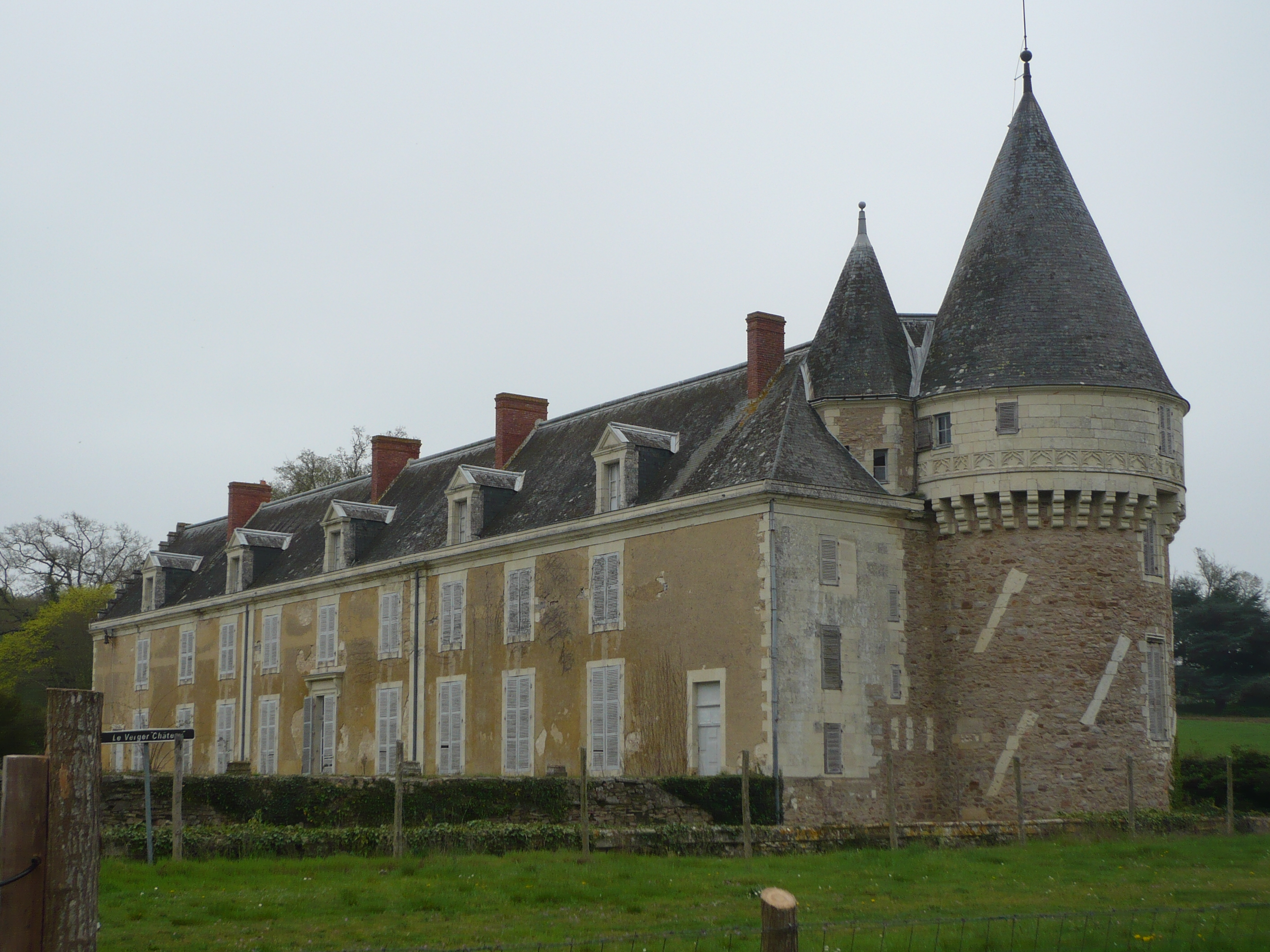
Ostflügel des Vorhofs

Die Schlossanlage bestand aus zwei quadratischen, hintereinander liegenden Höfen, die an allen Seiten von Gebäudetrakten umringt und durch einen gemeinsamen Wassergraben gesichert waren. Das Corps de Logis stand genau in der Mitte und grenzte so die beiden Höfe voneinander ab. Über seinem mittig gelegenen Portal befand sich eine Reiterstatue Pierres I. de Rohan. Die drei Flügel des hinteren Hofes dienten ausschließlich zu Wohnzwecken, während die Gebäude im Vorhof zu Wirtschaftszwecken dienten. Drei Fenster aus der Schlosskapelle finden sich heute in der Kathedrale von Angers wieder.
Das Schloss war noch durch Stilelemente des Flamboyants geprägt, aber der Einfluss der aufkommenden italienischen Renaissance war schon bemerkbar, zum Beispiel durch die vollkommene Symmetrie der Anlage. Eine Nische in der Fassade des Corps de Logis zeigte unter dem Wappen König Ludwigs XII. die Jahreszahl 1499 und erinnerte damit an einen Besuch des Monarchen auf dem Schloss gemeinsam mit seiner Frau Anne de Bretagne.